# JoBeth Williams
Margaret JoBeth Williams (født 6. december 1948 i Houston i Texas) er en amerikansk skuespillerinde som måske huskes bedst fra rollen som moren i gyserfilmen Poltergeist.
Williams filmdebuterte i 1979 i Kramer vs. Kramer og tv-debuterede i 1974 i serien Jabberwocky. Hun huskes måske bedst for at have spillet en af hovedrollerne i gyserfilmen Poltergeist fra 1982 og dens opfølger: Poltergeist II: The Other Side (1986). Af andre film, hvor hun havde centrale roller kan nævnes Stir Crazy (1980) Endangered Species (1982), The Dogs of War (1981) og katastrofe-tv-filmen The Day After fra 1983. Hun har efter 1980'erne for det meste medvirket i diverse tv-serier og tv-film, blandt andet nogen gæsteroller i Frasier. I 2007 havde hun nogle gæsteroller i serien Dexter.
JoBeth Williams er blevet nomineret til både Oscar, Golden Globe og Emmy.

## Filmografi
- Fever Pitch (2005) – Maureen Meeks
- It Came From the Sky – (1999) – Alice Bridges
- Jungle 2 Jungle (1997) – Dr. Patricia Cromwell
- Wyatt Earp (1994) – Bessie Earp
- Dutch (1991) – Natalie
- Switch (1991) – Margo Brofman
- Poltergeist II: The Other Side (1986) – Diane Freeling
- American Dreamer (1984) – Cathy Palmer/Rebecca Ryan
- Teachers (1984) – Lisa Hammond
- The Day After (1983) (TV) – Sykepleier Nancy Bauer
- Poltergeist (1982) – Diane Freeling
- Endangered Species (1982) – Harriet Purdue
- The Dogs of War (1981)
- Stir Crazy (1980) – Meredith
- Kramer vs. Kramer (1979) – Phyllis Bernard